# Уртадо, Авилес
Авилес Уртадо Эррера (исп. Avilés Hurtado Herrera; род. 20 апреля 1987 года в Тимбикуй, Колумбия) — колумбийский полузащитник клуба «Хуарес» и сборной Колумбии.

## Клубная карьера
Уртадо начал профессиональную карьеру к клубе «Америка» из города Кали. 9 мая 2010 года в матче против «Онсе Кальдас» он дебютировал в Кубке Мустанга. 4 сентября в поединке против «Ла Экидад» Авилес забил свой первый гол за команду из Кали. Летом 2011 года он перешёл в «Атлетико Насьональ». 28 августа в матче против «Энвигадо» он дебютировал за новую команду. 4 сентября в поединке против своего бывшего клуба «Америка» (Кали) Уртадо забил свой первый гол за «Атлетико Насьональ». В  2012 году Авилес помог клубу выиграть чемпионат и Кубок Колумбии.
В начале 2013 года он перешёл в мексиканскую «Пачуку». Сумма трансфера составила 4 млн. евро. 6 января в матче против «Атланте» Уртадо дебютировал в мексиканской Примере. Летом Авилес на правах аренды перешёл в «Чьяпас». 21 июля в матче против «Веракрус» он дебютировал за «ягауров». В этом же поединке Уртадо сделал «дубль», забив свои первые голы за новую команду. После окончания аренды он вернулся в «Пачуку». 23 ноября 2014 года в матче против «Веракрус» Авилес забил свой первый гол за «Пачуку».
В начале 2015 года «Чьяпас» выкупил трансфер Уртадо. Летом 2016 года Авилес присоединился к «Тихуане». 16 июля в матче против «Монаркас Морелия» он дебютировал за новую команду. 7 августа в поединке против «Крус Асуль» Авилес забил свой первый гол за «Тихуану». Летом 2017 года Уртадо перешёл в «Монтеррей». 22 июля в матче против «Монаркас Морелия» он дебютировал за новую команду. 5 августа в поединке против своего бывшего клуба «Тихуана» Авилес забил свой первый гол за «Монтеррей». В 2017 году он стал лучшим бомбардиром чемпионата.

## Международная карьера
10 ноября 2017 года в товарищеском матче против сборной Южной Кореи Уртадо дебютировал за сборной Колумбии.

## Достижения
Командные
 «Атлетико Насьональ»
- Чемпионат Колумбии по футболу — Апертура 2011
- Обладатель Кубка Колумбии — 2012

Индивидуальные
- Лучший бомбардир Чемпионата Мексики — Апертура 2017